# 한상기 (조선귀족)
한상기(韓相琦, 1881년 2월 13일 ~ 1934년 6월 17일)는 일제강점기의 조선귀족으로, 본관은 청주, 본적은 경성부 가회정이며 남작 한창수의 장남이다.

## 생애
1914년 6월 10일 일본 정부로부터 남작 한창수(한상기의 아버지)의 사자(嗣子)로서 종5위에 서위되었으며 1928년 11월 16일 일본 정부로부터 쇼와대례기념장을 받았다. 1933년 12월 1일 자신의 아버지였던 한창수가 받은 남작 작위를 승계받았지만 1934년 6월 17일 한강에서 익사체로 발견되었다. 1934년 6월 20일에 발행된 《매일신보》의 보도에 따르면 한상기는 사건 당일인 6월 17일에 경기도 수원에 있는 아버지 한창수의 묘에 성묘하기 위해 인력거를 타고 집을 나간 뒤에 실종되었고 한강 목욕장 부근에서 목욕을 하던 도중에 실족사했다고 한다.
그의 작위는 한창수의 서자이자 그의 동생인 한상억이 습작했다. 친일파 708인 명단의 조선귀족 부문, 민족문제연구소의 친일인명사전 수록자 명단의 수작/습작 부문, 친일반민족행위진상규명위원회가 발표한 친일반민족행위 705인 명단에 포함되었다.

## 참고자료
- 친일반민족행위진상규명위원회 (2009). 〈한상기〉. 《친일반민족행위진상규명 보고서 Ⅳ-18》. 서울. 749~752쪽.